# Antoni Dániel
Antoni Dániel (Háj, ? – 1675) evangélikus lelkész.

## Élete
Bátban tanítóskodott, majd újfalusi, nemsokára pribélyi, végül dacsólámi lelkész lett. Kortársai rossz néven vették tőle, hogy 1674-ben, a protestánsok tízéves üldöztetésekor, úgynevezett módosított térítvényt adott magáról. Megírta a korabeli evangélikus egyházak rövid történetét „Lacrymae disolatae filiae Sion" címmel, ám nem merte kiadatni. A kézirat később fiához, Antoni Sámuelhez került, jelenleg az Országos Széchényi Könyvtár kézirattára őrzi.